# باد نوياشتات أن در زاله
باد نوياشتات أن در زاله (بالألمانية: Bad Neustadt an der Saale) هي بلدة ألمانية تقع في ألمانيا في بافاريا.

## المدن التوأمة
مدن Oberhof، فاليز، Pershore، Cerro Maggiore، Oberpullendorf و Bílovec هي مدن توأمة لـباد نوياشتات آن در زاله.

## أعلام
- فلوريان ديتز
- ميشيل بيلز
- ثيو هاردير